# Betafite
La betafite è un minerale.